# Селезнівське
Селезнівське — селище в Україні, в Алчевській міській громаді Алчевського району Луганської області. Населення становить 4 осіб. До 2020 орган місцевого самоврядування — Селезнівська селищна рада.

## Історія
12 червня 2020 року, відповідно до Розпорядження Кабінету Міністрів України  № 717-р «Про визначення адміністративних центрів та затвердження територій територіальних громад Луганської області», увійшло до складу Алчевської міської громади.
17 липня 2020 року, в результаті адміністративно-територіальної реформи та ліквідації Перевальського району увійшло до складу Алчевського району.